# Fyra döttrar
Fyra döttrar är en amerikansk film från 1938 i regi av Michael Curtiz. Filmen blev framgångsrik och fick en uppföljare året därpå, Fyra fruar.

## Handling
Familjen Lemp bestående av fadern Adam och hans fyra döttrar är en musikalisk familj. Alla döttrar uppvaktas av olika män i deras närhet.

## Rollista
- Claude Rains - Adam Lemp
- Jeffrey Lynn - Felix Deitz
- John Garfield - Mickey Borden
- Frank McHugh - Ben Crowley
- May Robson - tant Etta
- Gale Page - Emma Lemp
- Dick Foran - Ernest
- Vera Lewis - fru Ridgefield
- Tom Dugan - Jake
- Priscilla Lane - Ann Lemp
- Rosemary Lane - Kay Lemp
- Lola Lane - Thea Lemp